# Чайные
Чайные (лат. Theaceae) — семейство двудольных растений, входящее в порядок Верескоцветные; число родов, по разным данным, от 7 до 40. Представители семейства — деревья и кустарники, распространённые в Восточной Азии, Африке, Центральной и Южной Америке.
Имеются роды, имеющие ограниченное распространение: Apterosperma и Euryodendron произрастают только в Южном Китае, Archboldiodendron — в Новой Гвинее, Dankia — во Вьетнаме, Visnea — на Канарских островах.
Для растений семейства характерны простые или очередные кожистые листья. Цветки одиночные, довольно крупные, имеют белую, розовую или тёмно-красную окраску. Плод — коробочка, сухая костянка, реже ягода. Растения семейства опыляются пчёлами, осами, мухами, муравьями и жуками.
Листья Camellia sinensis используются для изготовления чая. Для этой же цели в различных частях Азии используются другие виды рода Camellia (Camellia taliensis, Camellia gradnibractiata, Camellia kwangsiensis, Camellia gymnogyna, Camellia crassicolumna, Camellia tachangensis, Camellia ptilophyllaand и Camellia irrawadiensis).
Большая часть садовых форм камелии происходят от вида Camellia japonica, привезённого в Европу из Китая в XVIII веке. Растения из рода Гордония и некоторых других родов этого семейства также культивируются в декоративных целях.

## Систематика
По данным сайта The Plant List семейство Чайные включает 15 родов и 370 видов.
Список общепризнанных родов: 
- Apterosperma
- Camellia — Камелия
- Dankia
- Euryodendron
- Franklinia — Франклиния
- Gordonia — Гордония
- Hartia
- Laplacea
- Malachodendron
- Piquetia
- Polyspora
- Pyrenaria
- Schima
- Stewartia — Стюартия
- Theopsis